# Posavje (Weinbauregion)

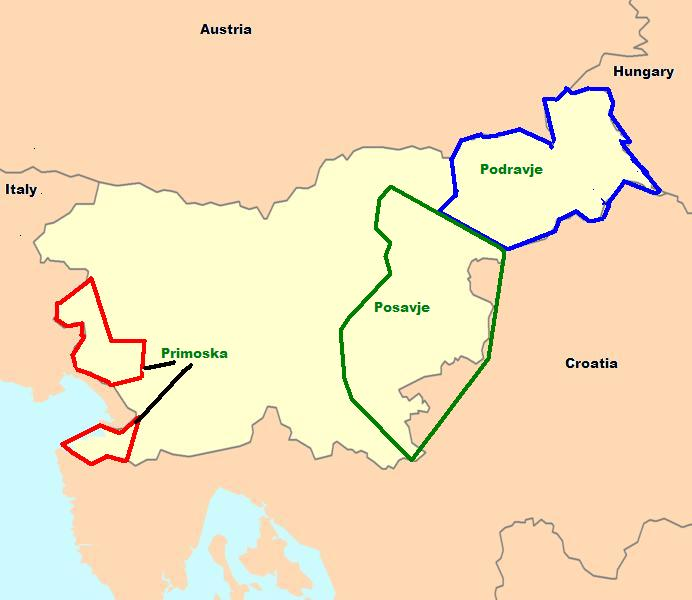
Die drei Weinbauregionen in Slowenien

Die Weinbauregion Posavje (etwa 2.500 Hektar), im Südosten des Landes nahe der Grenze zu Kroatien,  ist die kleinste der drei Weinbauregionen in Slowenien und namensgleich mit der historischen Landschaft Posavje / Unteres Save-Tal.
Die Region ist unterteilt in drei Weinanbaugebiete
- Dolenjska, 1.350 Hektar
- Bizeljsko–Sremič, 700 Hektar, und
- Bela krajina, 300 Hektar.

## Klima  und Geologie
Das Klima ist kontinental mit pannonischen Einflüssen. Die Winter sind kalt, während die Sommer warm und in den letzten Jahren zunehmend heiß sind.
Die Weinberge erstrecken sich in Höhenlagen zwischen 200 und 400 m. Das Land ist hügelig, mit engen Tälern und steilen Hängen, auf denen Weinreben die Bodenerosion verhindern. Der Boden besteht größtenteils aus Mergel und Sandsteinen mit Kalkstein.

## Weinsorten
Die Weinberge in Posavje sind relativ fragmentiert und es gibt viele Winzer. Neben den in ganz Slowenien führenden Rebsorten  existieren regionstypische Sorten wie  Blaufränkisch und Furmint.
Bei den Rebsorten ist fast die Hälfte der Weinberge mit roten Rebsorten bedeckt.
Eine Besonderheit der Region ist der Cviček, eine Mischung aus Rot- und Weißweinen, in der der Rotweinanteil mit bis zu 70 Prozent dominiert. Da nach EU-Recht fertig vergorene Rot- und Weißweine zur Erzeugung von Qualitätsweinen nicht vermischt werden dürfen, wurde eigens für den slowenischen Cviček eine Sondergenehmigung erlassen.